# Кочергов, Юрий Васильевич
Юрий Васильевич Кочерго́в (1943—2010) — советский и российский актёр. Народный артист РФ (1999). Лауреат Государственной премии РСФСР им. К. С. Станиславского (1974).

## Биография
Ю. В. Кочергов родился 10 сентября 1943 года в Баку.
В 1966 году окончил Краснодарское музыкальное училище.
В 1964—1968 годах — актёр Краснодарского театра драмы,
в 1968—1988 годах — Воронежского АТД имени А. В. Кольцова.
В 1988—1990 годах — в музыкально-драматическом театре Магадана,
с 1990 года — снова в Воронежском АТД имени А. В. Кольцова.
Ю. В. Кочергов умер 12 августа 2010 года. Похоронен в Воронеже на Коминтерновском кладбище.

## Театральные работы
- «Доходное место» А. Н. Островского — Аристарх Владимирович Вышневский
- «Волки и овцы» А. Н. Островского — Михаил Борисович Лыняев
- «Без вины виноватые» А. Н. Островского — Шмага
- «Вишнёвый сад» А. П. Чехова — Леонид Андреевич Гаев
- «Собачье сердце» М. А. Булгакова — Филипп Филиппович Преображенский
- «Канары — это в Испании, мама!» Н. М. Птушкиной — Игорь
- «Коломба» Ж. Ануя — Наш Дорогой Поэт
- «Семья для женщин лёгкого поведения» Эдуардо Де Филиппо — Доменико Сориано
- «Лев зимой» Дж. Голдмена — король Генрих II Плантагенет
- «Малина в феврале» Р. Баэра — Герман Льюис

## Награды и звания
- народный артист Российской Федерации (1999)
- заслуженный артист РСФСР (1980)
- Государственная премия РСФСР имени К. С. Станиславского (1974) — за исполнение роли Виктора Хары в спектакле «Хроника одного дня» Э. И. Пашнева и Г. Б. Дроздова, поставленном на сцене Воронежского АТД имени А. В. Кольцова
- премия Центрального Федерального округа в области литературы и искусства (2010 — посмертно).